# Iwaniwka (rejon kamjański)
Iwaniwka (ukr. Іванівка) – wieś na Ukrainie, w obwodzie dniepropetrowskim, w rejonie kamjańskim, w hromadzie Wysznewe. W 2001 liczyła 136 mieszkańców.